# Nuraghe Cuccurada
Le nuraghe Cuccurada est un nuraghe situé dans la commune de Mogoro, dans la province d'Oristano, en Sardaigne, en Italie. Il fait partie des 31 sites sardes candidats à l'inscription sur la liste du Patrimoine mondial de l'Unesco,, sélectionnés et présentés par la fondation Barumini, l'association La Sardaigne vers l'UNESCO et la région Sarde.

## Situation
Le nuraghe Cuccurada est situé dans la commune de Mogoro, dans la région comprise entre la Giara de Gesturi et le Campidano, appartenant aux provinces d'Oristano (Haute Marmilla) et du Medio-Campidano (Basse Marmilla).
La commune de Mogoro compte 27 nuraghes, dont 13 tours simples et 14 nuraghes complexes.
Alors qu'en général les nuraghes « couronnent les plateaux basaltiques », l'emplacement du nuraghe Cuccurada sur une colline a été choisi pour offrir une vue panoramique, à presque 270 degrés, sur le Campidano et la plaine environnante.

## Historique
Parmi les 27 nuraghes de Mogoro, seul le site de Cuccurada a fait l'objet de fouilles, 

## Description
Le nuraghe Cuccurada est moyennement conservé en élévation. Il est constitué d'une enceinte, renforcée de cinq ou six tours de tailles inégales, qui entoure une cour intérieure de forme pentagonale. Il est daté d'environ 1600 av. J.-C. (Âge du bronze moyen).

## Accès
Le site est ouvert au public et peut être visité d'avril à octobre, du mardi au dimanche.